# Graniczna Placówka Kontrolna Narewka
Graniczna Placówka Kontrolna Narewka – pododdział Wojsk Ochrony Pogranicza pełniący służbę na przejściu granicznym ze Związkiem Radzieckim.

## Formowanie i zmiany organizacyjne
W październiku 1945 Naczelny Dowódca WP nakazywał sformować na granicy 51 przejściowych punktów kontrolnych.
Graniczna Placówka Kontrolna Narewka powstała w 1945 w strukturze 6 Oddziału Ochrony Pogranicza jako kolejowy przejściowy punkt kontrolny.Od 1946 w strukturze Białostockiego Oddziału Wojsk Ochrony Pogranicza nr 6 jako kolejowy przejściowy punkt kontrolny, a po reorganizacji od 1948 w ramach 11 Brygady Ochrony Pogranicza jako kolejowa graniczna placówka kontrolna nr 30.
Od 1950 w ramach 22 Brygady WOP.